# Nowoosynowe
Nowoosynowe (ukr. Новоосинове) – wieś na Ukrainie, w obwodzie charkowskim, w rejonie kupiańskim. W 2001 liczyła 1957 mieszkańców, spośród których 1679 posługiwało się językiem ukraińskim, 264 rosyjskim, 1 mołdawskim, 4 białoruskim, 2 ormiańskim, a 4 innym.